# Provincia di Satun
La provincia di Satun  (in thailandese จังหวัดสตูล, Changwat Satun è in Thailandia, nella regione della Thailandia del Sud. Si estende per 2.479 km², ha 324 098 abitanti (2020) e il capoluogo è il distretto di Mueang Satun, dove si trova la città principale Satun.
Fanno parte della provincia l'isola di Koh Tarutao, l'arcipelago delle Butong (con Adang, Rawi, Tanga e Bitsi), le isole di Koh Khao Yai, di Koh Bulon Lae, di Koh Laoling ed altre isole minori.
La maggioranza degli abitanti della provincia di Satun, come nel resto dell'estremo sud della Thailandia, sono di etnia malese e religione musulmana.

## Geografia antropica

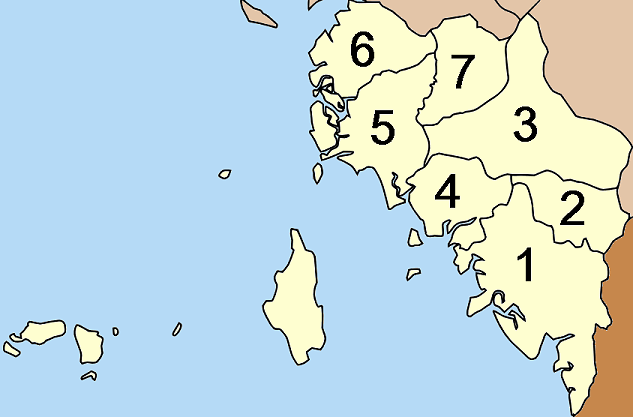
Mappa degli Amphoe

La provincia è suddivisa in 7 distretti (amphoe). Questi a loro volta sono suddivisi in 36 sottodistretti (tambon) e 277 villaggi (muban).
| 1. Mueang Satun 2. Khuan Don 3. Khuan Kalong 4. Tha Phae | 1. La-ngu 2. Thung Wa 3. Manang |

### Amministrazioni comunali
Nessun comune della provincia ha lo status di città maggiore (thesaban nakhon e l'unico che rientra tra le città minori (thesaban mueang) è Satun, che nel 2020 aveva 23 144 residenti. La più popolata tra le municipalità di sottodistretto (thesaban tambon) è Khlong Khut, con 20 369 residenti.